# Taekwondo nos Jogos Pan-Americanos de 2019 - Até 68 kg masculino
A competição masculina até 68 kg do taekwondo nos Jogos Pan-Americanos de 2019 ocorreu no dia 28 de julho, no Polideportivo Villa El Salvador em Callao, Lima.

## Medalhistas
O brasileiro Edival Pontes ganhou do dominicano Bernardo Pie e conquistou a medalha de ouro, sendo que seu país não vencia uma medalha de ouro desde 2007. O pódio foi completado com os medalhistas de bronze: o canadense Hervan Nkogho e o chileno Ignacio Morales.
| Ouro   | BRA Edival Pontes                     |
| Prata  | DOM Bernardo Pie                      |
| Bronze | CAN Hervan Nkogho CHI Ignacio Morales |

## Resultados
- Fonte: Lima2019

|  | Oitavas de final         | Oitavas de final         | Oitavas de final |  |  | Quartas de final    | Quartas de final    | Quartas de final    |    |                   | Semifinais        | Semifinais        | Semifinais |  |  | Final | Final | Final |
|  |                          |                          |                  |  |  |                     |                     |                     |    |                   |                   |                   |            |  |  |       |       |       |
|  |                          |                          |                  |  |  |                     |                     |                     |    |                   |                   |                   |            |  |  |       |       |       |
|  |                          |                          |                  |  |  | BRA Edival Pontes   | BRA Edival Pontes   | 30                  |    |                   |                   |                   |            |  |  |       |       |       |
|  | COL David Paz            | COL David Paz            | 15               |  |  | CRC Juan Soto       | CRC Juan Soto       | 17                  |    |                   |                   |                   |            |  |  |       |       |       |
|  | CRC Juan Soto            | CRC Juan Soto            | 16               |  |  |                     |                     |                     |    | BRA Edival Pontes | BRA Edival Pontes | 18                |            |  |  |       |       |       |
|  | CHI Ignacio Morales      | CHI Ignacio Morales      |                  |  |  |                     | CHI Ignacio Morales | CHI Ignacio Morales | 7  |                   |                   |                   |            |  |  |       |       |       |
|  | SUR Tosh Van Dijk        | SUR Tosh Van Dijk        | DQF              |  |  | CHI Ignacio Morales | CHI Ignacio Morales | 20                  |    |                   |                   |                   |            |  |  |       |       |       |
|  | ECU Carlos Caicedo       | ECU Carlos Caicedo       | 15               |  |  | PER Braulio León    | PER Braulio León    | 5                   |    |                   |                   |                   |            |  |  |       |       |       |
|  | PER Braulio León         | PER Braulio León         | 17               |  |  |                     |                     |                     |    |                   | BRA Edival Pontes | BRA Edival Pontes | 17         |  |  |       |       |       |
|  | DOM Bernardo Pie         | DOM Bernardo Pie         | 16               |  |  |                     | DOM Bernardo Pie    | DOM Bernardo Pie    | 14 |                   |                   |                   |            |  |  |       |       |       |
|  | PUR Jorge Hernández      | PUR Jorge Hernández      | 4                |  |  | DOM Bernardo Pie    | DOM Bernardo Pie    | 10                  |    |                   |                   |                   |            |  |  |       |       |       |
|  | JAM Brandon Austin Sealy | JAM Brandon Austin Sealy | 18               |  |  | USA Carl Nickolas   | USA Carl Nickolas   | 9                   |    |                   |                   |                   |            |  |  |       |       |       |
|  | USA Carl Nickolas        | USA Carl Nickolas        | 25               |  |  |                     |                     |                     |    | DOM Bernardo Pie  | DOM Bernardo Pie  | 18                |            |  |  |       |       |       |
|  | CAN Hervan Nkogho        | CAN Hervan Nkogho        | 21               |  |  |                     | CAN Hervan Nkogho   | CAN Hervan Nkogho   | 7  |                   |                   |                   |            |  |  |       |       |       |
|  | GUY Justin Choy          | GUY Justin Choy          | 4                |  |  | CAN Hervan Nkogho   | CAN Hervan Nkogho   | 27                  |    |                   |                   |                   |            |  |  |       |       |       |
|  | CUB Rogelio López        | CUB Rogelio López        | 6                |  |  | MEX José Rubén Nava | MEX José Rubén Nava | 6                   |    |                   |                   |                   |            |  |  |       |       |       |
|  | MEX José Rubén Nava      | MEX José Rubén Nava      | 27               |  |  |                     |                     |                     |    |                   |                   |                   |            |  |  |       |       |       |

### Repescagem
|  | Semifinais          | Semifinais          | Semifinais |  | Disputa pelo bronze | Disputa pelo bronze | Disputa pelo bronze |  |  |  |  |
|  |                     |                     |            |  |                     |                     |                     |  |  |  |  |
|  | USA Carl Nickolas   | USA Carl Nickolas   | 21         |  | CHI Ignacio Morales | CHI Ignacio Morales | 30                  |  |  |  |  |
|  | PUR Jorge Hernández | PUR Jorge Hernández | 6          |  | USA Carl Nickolas   | USA Carl Nickolas   | 11                  |  |  |  |  |
|  |                     |                     |            |  |                     |                     |                     |  |  |  |  |
|  |                     |                     |            |  | CRC Juan Soto       | CRC Juan Soto       | 12                  |  |  |  |  |
|  |                     |                     |            |  | CAN Hervan Nkogho   | CAN Hervan Nkogho   | 13                  |  |  |  |  |